# Họ Ô rô
Họ Ô rô (danh pháp khoa học: Acanthaceae) là một họ thực vật hai lá mầm trong thực vật có hoa, chứa khoảng 214-250 chi (tùy hệ thống phân loại) và khoảng 2.500-4.000 loài, trong khi đó các hệ thống phân loại của APG chấp nhận ít chi hơn nhưng lại nhiều loài hơn (khoảng 220 chi và khoảng 4.000 loài).
Phần lớn là cây thân thảo, cây bụi hay dây leo nhiệt đới; một số có gai. Chỉ có một số ít loài sinh sống trong khu vực ôn đới, bốn trung tâm phân bổ chính là khu vực Indo-Malaya, châu Phi, Brasil và Trung Mỹ. Các đại diện của họ này có thể được tìm thấy ở gần như mọi môi trường sinh sống, chẳng hạn trong các rừng rậm và rừng thưa, trong các bụi cây hay trên các cánh đồng và thung lũng ẩm ướt, ven biển và trong các khu vực biển, đầm lầy như là một thành phần của các rừng đước.

## Đặc điểm
Các loài trong họ này có các lá đơn, mọc đối xếp chéo chữ thập với mép lá nhẵn (hoặc đôi khi có răng cưa hay thùy). Lá có thể chứa các nang sỏi, nhìn thấy dưới dạng các sọc trên bề mặt. Hoa hoàn hảo, đối xứng hai bên tới gần như đối xứng tỏa tia, các hoa này mọc thành một cụm hoa hoặc là kiểu cành hoa hoặc kiểu xim. Thông thường có lá bắc nhiều màu sắc đối diện với mỗi hoa; ở một vài loài thì lá bắc lớn và sặc sỡ. Đài hoa thông thường là loại 4-5 thùy; tràng hoa hình ống, 2 môi hay 5 thùy; các nhị hoa hoặc là 2 hay 4 được sắp xếp thành cặp và lồng vào tràng hoa; bầu nhụy lớn, 2-lá noãn, với kiểu đính noãn gắn trụ. Quả là loại quả nang 2 ngăn, nứt ra có phần hơi mạnh. Ở phần lớn các loài, hạt gắn liền với cuống móc nhỏ (một loại cán phôi biến đổi) để đẩy chúng ra khỏi quả nang. Hạt là loại không có nội nhũ với các phôi lớn.
Loài quen thuộc với khu vực ôn đới là Acanthus mollis hay ô rô gấu, một loài cây thân thảo sống lâu năm với các lá lớn và cành hoa cao tới 2 m. Các chi nhiệt đới quen thuộc với những người làm vườn có Thunbergia và Justicia.
Chi Mắm (Avicennia), thông thường được đặt trong họ Verbenaceae hay trong họ của chính nó, Avicenniaceae, được Angiosperm Phylogeny Group đưa vào họ Acanthaceae trên cơ sở của nghiên cứu phát sinh loài ở mức phân tử chỉ ra rằng nó cần được gắn liền với họ này.

## Phân loại
Họ này được phân chia thành các phân họ và tông như sau:

### Phân họNelsonioideae
- Phân họ Nelsonioideae Lindl. ex Pfeiff., 1871, đồng nghĩa: Nelsoniaceae Sreemadhavan, 1977, 5 chi, khoảng 170-180 loài.
  - Anisosepalum: 3 loài.
  - Elytraria (bao gồm cả Tubiflora): 21 loài.
  - Nelsonia: 3 loài.
  - Saintpauliopsis: 1 loài (Saintpauliopsis lebrunii).
  - Staurogyne (bao gồm cả Ancistrostylis, Ebermaiera, Erythracanthus, Gynocraterium, Neozenkerina, Ophiorrhiziphyllon, Staurogynopsis, Zenkerina). Khoảng 140-150 loài.

### Phân họAcanthoideae
- Phân họ Acanthoideae Link: 217 chi, 3.220 loài. Phổ biến khắp thế giới; có nhiều loài hơn tại Tân thế giới, nhưng lại đa dạng về chi hơn tại Cựu thế giới.
  - Tông Acantheae: 21 chi, 500 loài. Các chi đa dạng nhất: Aphelandra (170 loài), Blepharis (130 loài).
    - Acanthopsis
    - Acanthus (bao gồm cả Cheilopsis): Ô rô
    - Achyrocalyx
    - Aphelandra (bao gồm cả Amathea, Aphelandrella, Cuenotia, Hemisandra, Hydromestus, Lagochilium, Lepidacanthus, Odontophyllum, Sreemadhavana, Strobilorhachis, Synandra): Lá ngựa vằn.
    - Blepharis (bao gồm cả Acanthodium, Blepharacanthus, Trichacanthus): Tai rìa.
    - Crossandra (bao gồm cả Harrachia, Pleuroblepharis, Polythrix, Strobilacanthus): Hỏa hoàng
    - Crossandrella
    - Cynarospermum
    - Cyphacanthus
    - Encephalosphaera
    - Geissomeria
    - Holographis (bao gồm cả Berginia, Lundellia, Pringleophytum)
    - Neriacanthus (bao gồm cả Aphanandrium)
    - Orophochilus
    - Rhombochlamys
    - Salpixantha (bao gồm cả Salpingantha, Salpinxantha)
    - Sclerochiton (bao gồm cả Butayea, Isacanthus, Pseudoblepharis)
    - Stenandriopsis
    - Stenandrium
    - Streptosiphon
    - Xantheranthemum

  - Tông Ruellieae: 44 chi. Các chi đa dạng nhất Strobilanthes (250 loài), Ruellia (250 loài).
    - Acanthopale
    - Apassalus
    - Benoicanthus
    - Bravaisia (bao gồm cả Androcentrum, Onychacanthus)
    - Brillantaisia (bao gồm cả Leucoraphis, Leucorhaphis, Plaesianthera, Ruelliola)
    - Brunoniella
    - Calacanthus
    - Dischistocalyx (bao gồm cả Distichocalyx)
    - Duosperma (bao gồm cả Disperma)
    - Dyschoriste (bao gồm cả Calophanes, Chaetacanthus, Phillipsia): Đi khốt
    - Echinacanthus
    - Epiclastopelma (bao gồm cả Sooia)
    - Eranthemum (bao gồm cả Daedalacanthus)
    - Eremomastax (bao gồm cả Paulowilhelmia)
    - Hemiadelphis
    - Hemigraphis
    - Heteradelphia
    - Hygrophila (bao gồm cả Asteracantha, Cardanthera, Kita, Nomaphila, Synnema)
    - Ionacanthus
    - Kosmosiphon
    - Leptosiphonium
    - Louteridium (bao gồm cả Neolindenia)
    - Lychniothyrsus
    - Mellera (bao gồm cả Onus)
    - Mimulopsis
    - Pararuellia
    - Petalidium (bao gồm cả Pseudobarleria)
    - Phaulopsis (bao gồm cả Micranthus, Phaylopsis)
    - Physacanthus (bao gồm cả Haselhoffia)
    - Pseudoruellia
    - Ruellia (bao gồm cả Aphragmia, Arrhostoxylum, Blechum, Copioglossa, Cryphiacanthus, Dinteracanthus, Dipteracanthus, Endosiphon, Eusiphon, Gymnacanthus, Gymnacanthus, Neowedia, Nothoruellia, Ophthalmacanthus, Pattersonia, Pentstemonacanthus, Polylychnis, Sclerocalyx, Stemonacanthus, Stenoschista, Stephanophysum, Tacoanthus, Tremacanthus, Ulleria): quả nổ.
    - Ruelliopsis
    - Sanchezia (bao gồm cả Steirosanchezia)
    - Santapaua
    - Satanocrater (bao gồm cả Haemacanthus)
    - Sautiera
    - Spirostigma
    - Stenothyrsus
    - Strobilanthes (bao gồm cả Adenacanthus, Adenostachya, Aechmanthera, Baphicacanthus, Buteraea, Carvia, Championella, Clarkeasia, Ctenopaepale, Didyplosandra, Diflugossa, Ditrichospermum, Dossifluga, Echinopaepale, Endopogon, Eriostrobilus, Gantelbua, Goldfussia, Gutzlaffia, Gymapsis, Hymenochlaena, Kanjarum, Kjellbergia, Lamiacanthus, Larsenia, Leptacanthus, Lissospermum, Listrobanthes, Mackenziea, Microstrobilus, Nilgirianthus, Pachystrobilus, Parachampionella, Paragoldfussia, Paragutzlaffia, Parastrobilanthes, Parasympagis, Perilepta, Phlebophyllum, Pleocaulus, Pseudaechmanthera, Pseudostenosiphonium, Pteracanthus, Pteroptychia, Pyrrothrix, Semnostachya, Semnothyrsus, Sericocalyx, Sinthroblastes, Stenosiphonium, Supushpa, Sympagis, Taeniandra, Tarphochlamys, Tetraglochidium, Tetragoga, Tetragompha, Thelepaepale, Triaenacanthus, Triaenanthus, Xanthostachya, Xenacanthus): Cham biên, chùy hoa.
    - Strobilanthopsis (bao gồm cả Psacadopaepale, Pseudacanthopale)
    - Suessenguthia
    - Trichanthera
    - Trichosanchezia
    - Zygoruellia

  - Tông Justicieae: 105 chi. Các chi đa dạng nhất: Justicia (600 loài), Ptysiglottis (60 loài).
    - Afrofittonia (bao gồm cả Talbotia)
    - Ambongia
    - Ancistranthus
    - Angkalanthus (bao gồm cả Ancalanthus)
    - Anisacanthus
    - Anisotes (bao gồm cả Himantochilus, Macrorungia, Symplectochilus)
    - Aphanosperma
    - Ascotheca
    - Asystasia (bao gồm cả Asystasiella, Dicentranthera, Isochoriste, Parasystasia, Styasasia): Biến hoa, thập vạn thác, song biển.
    - Ballochia
    - Brachystephanus (bao gồm cả Oreacanthus)
    - Calycacanthus
    - Carlowrightia (bao gồm cả Cardiacanthus, Croftia)
    - Celerina
    - Cephalacanthus
    - Chalarothyrsus
    - Chamaeranthemum (bao gồm cả Chameranthemum)
    - Chileranthemum (bao gồm cả Trybliocalyx)
    - Chlamydocardia
    - Chlamydostachya
    - Chorisochora
    - Clinacanthus: Mảnh cộng, lá cầm, bìm bịp, xương khỉ.
    - Clistax
    - Codonacanthus: Gai chuông
    - Conocalyx
    - Cosmianthemum
    - Cyclacanthus: Luân rô
    - Danguya
    - Dasytropis
    - Dichazothece
    - Dicladanthera
    - Dicliptera (bao gồm cả Brochosiphon, Dactylostegium): Lưỡng thiệt, lá diễn, cửu căn, cây gan heo, hạ mái phù.
    - Ecbolium: Đao loan, dao loan.
    - Filetia
    - Fittonia (bao gồm cả Adelaster)
    - Glossochilus
    - Graptophyllum
    - Gypsacanthus
    - Harpochilus
    - Henrya (bao gồm cả Solenoruellia)
    - Herpetacanthus (bao gồm cả Standleyacanthus)
    - Hoverdenia
    - Hypoestes (bao gồm cả Amphiestes, Periestes)
    - Ichthyostoma
    - Isoglossa (bao gồm cả Chingiacanthus, Ecteinanthus, Leda, Plagiotheca, Rhytiglossa, Schliebenia, Strophacanthus)
    - Isotheca
    - Jadunia
    - Juruasia
    - Justicia (bao gồm cả Acelica, Adhatoda, Amphiscopia, Anisostachya, Aulojusticia, Beloperone, Bentia, Calliaspidia, Calophanoides, Calymmostachya, Centrilla, Chaetochlamys, Chaetothylax, Chaetothylopsis, Chiloglossa, Corymbostachys, Cyphisia, Cyrtanthera, Cyrtantherella, Dianthera, Dimanisa, Drejerella, Duvernoia, Dyspemptemorion, Emularia, Ethesia, Gendarussa, Glosarithys, Harnieria, Heinzelia, Hemichoriste, Heteraspidia, Ixtlania, Jacobinia, Kuestera, Libonia, Linocalyx, Lophothecium, Lustrinia, Mananthes, Neohallia, Nicoteba, Orthotactus, Petalanthera, Plagiacanthus, Plegmatolemma, Porphyrocoma, Psacadocalymma, Pupilla, Rhacodiscus, Rhaphidospora, Rhiphidosperma, Rhyticalymma, Rodatia, Rostellaria, Rostellularia, Saglorithys, Salviacanthus, Sarojusticia, Sarotheca, Sericographis, Simonisia, Siphonoglossa, Solenochasma, Stethoma, Tabascina, Thalestris, Thamnojusticia, Tyloglossa): xuân tiết
    - Kalbreyeriella
    - Kudoacanthus
    - Leptostachya
    - Linariantha
    - Mackaya (bao gồm cả Odontonemella)
    - Marcania
    - Megalochlamys
    - Megalostoma
    - Megaskepasma
    - Melittacanthus
    - Metarungia
    - Mexacanthus
    - Mirandea
    - Monechma (bao gồm cả Pogonospermum, Schwabea)
    - Monothecium
    - Odontonema (bao gồm cả Diateinacanthus, Thyrsacanthus)
    - Oplonia (bao gồm cả Anthacanthus, Forsythiopsis)
    - Pachystachys
    - Pelecostemon
    - Peristrophe (bao gồm cả Psiloesthes, Ramusia)
    - Phialacanthus
    - Phidiasia
    - Podorungia (bao gồm cả Warpuria)
    - Poikilacanthus
    - Populina
    - Pranceacanthus
    - Pseuderanthemum (bao gồm cả Antheliacanthus, Buceragenia, Chrestienia, Morsacanthus, Siphoneranthemum)
    - Pseudodicliptera (bao gồm cả Delphinacanthus)
    - Psilanthele
    - Ptyssiglottis (bao gồm cả Ancylacanthus, Hallieracantha, Oreothyrsus, Polytrema)
    - Pulchranthus
    - Razisea (bao gồm cả Kolobochilus)
    - Rhinacanthus
    - Ritonia
    - Rungia: Rung.
    - Ruspolia
    - Ruttya (bao gồm cả Haplanthera)
    - Salpinctium
    - Samuelssonia
    - Sapphoa
    - Schaueria
    - Sebastiano-schaueria
    - Spathacanthus
    - Sphacanthus
    - Sphinctacanthus
    - Stenostephanus (bao gồm cả Cylindrosolenium, Gastranthus, Glockeria, Habracanthus, Hansteinia, Kalbreyeracanthus, Syringidium)
    - Streblacanthus (bao gồm cả Sciaphyllum)
    - Tessmanniacanthus
    - Tetramerium (bao gồm cả Averia)
    - Thyrsacanthus (bao gồm cả Drejera)
    - Thysanostigma
    - Trichaulax
    - Trichocalyx
    - Vavara
    - Xerothamnella
    - Yeatesia (bao gồm cả Gatesia)

  - Tông Barlerieae: Khoảng 13 chi và 420 loài. Chi đa dạng nhất Barleria (300 loài).
    - Acanthostelma
    - Acanthura
    - Barleria (bao gồm cả Barleriacanthus, Barlerianthus, Barleriosiphon, Barlerites, Dicranacanthus, Isaloa, Parabarleria, Prionitis, Pseudo-Barleria): Hoa chông, gai kim.
    - Barleriola
    - Borneacanthus
    - Boutonia (bao gồm cả Periblema)
    - Chroesthes: Đài mác
    - Crabbea
    - Golaea
    - Hulemacanthus
    - Lasiocladus (bao gồm cả Synchoriste)
    - Lepidagathis (bao gồm cả Apolepsis, Liberatia, Lindauea, Lophostachys, Teliostachya, Volkensiophyton)
    - Pericalypta

  - Tông Andrographidae: Khoảng 7 chi và 75 loài.
    - Andrographis (bao gồm cả Haplanthoides, Haplanthus, Indoneesiella): Xuyên tâm liên
    - Cystacanthus: Gai phổng, hỏa rô.
    - Diotacanthus
    - Graphandra
    - Gymnostachyum (bao gồm cả Cryptophragmium, Odontostigma, Parajusticia, Petracanthus): Ẩn mạc
    - Haplanthodes (bao gồm cả Bremekampia)
    - Phlogacanthus (bao gồm cả Meninia)

  - Tông Whitfieldieae: 8 chi
    - Camarotea
    - Chlamydacanthus
    - Forcipella
    - Lankesteria
    - Leandriella
    - Theileamea
    - Vindasia
    - Whitfieldia (bao gồm cả Leiophaca, Pounguia, Stylarthropus)

  - Nhóm Neuracanthus
    - Neuracanthus

  - Khác
    - Leucobarleria. Có thể gộp trong Neuracanthus.
    - Dolichostachys
    - Gymnophragma

Các tông Barlerieae, Andrographideae, Whitfieldieae và nhóm Neuracanthus hợp lại thành cái gọi là nhánh BAWN.

### Phân họThunbergioideae
- Phân họ Thunbergioideae Kosteletzky: Khoảng 5 chi và 190 loài. Các chi đa dạng nhất Thunbergia (90-150 loài), Mendoncia (90 loài). Phân bố chủ yếu tại châu Mỹ nhiệt đới, châu Phi đại lục, Madagascar; một ít loài tại Đông Nam Á và Malesia.
  - Anomacanthus (bao gồm cả Gilletiella)
  - Mendoncia (bao gồm cả Afromendoncia, Lirayea, Monachochlamys)
  - Meyenia
  - Pseudocalyx
  - Thunbergia (bao gồm cả Flemingia, Hexacentris): cát đằng.

### Phân họ Avicennioideae
- Phân họ Avicennioideae Miers: 1 chi, 8 loài. Đôi khi tách riêng thành họ Avicenniaceae.
  - Avicennia (bao gồm cả Sceura)

## Thư viện ảnh

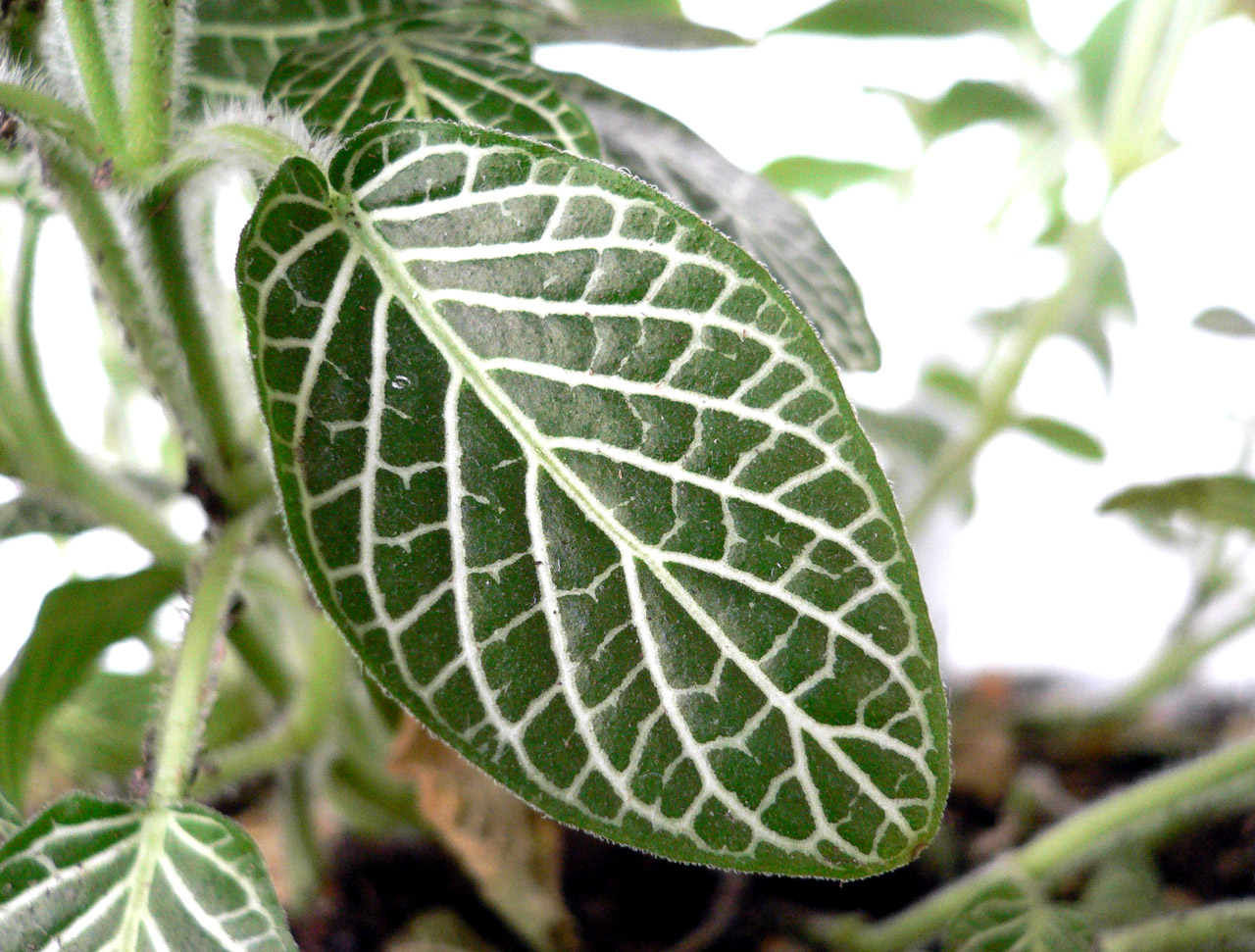
Lá của Fittonia verschaffeltii
Violet Trung Hoa (Asystasia gangetica)
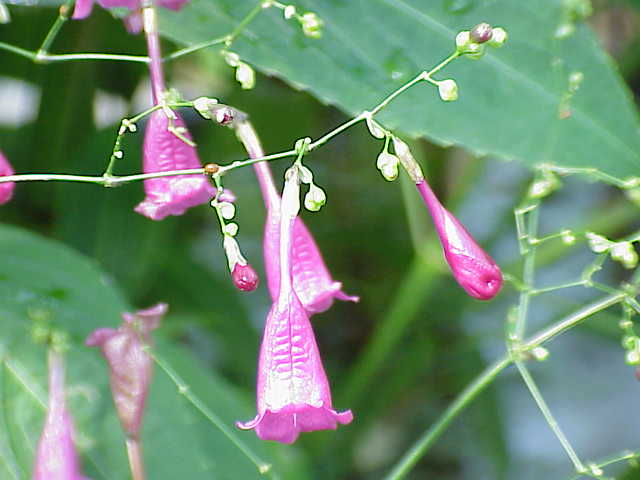
Peristrophe speciosa
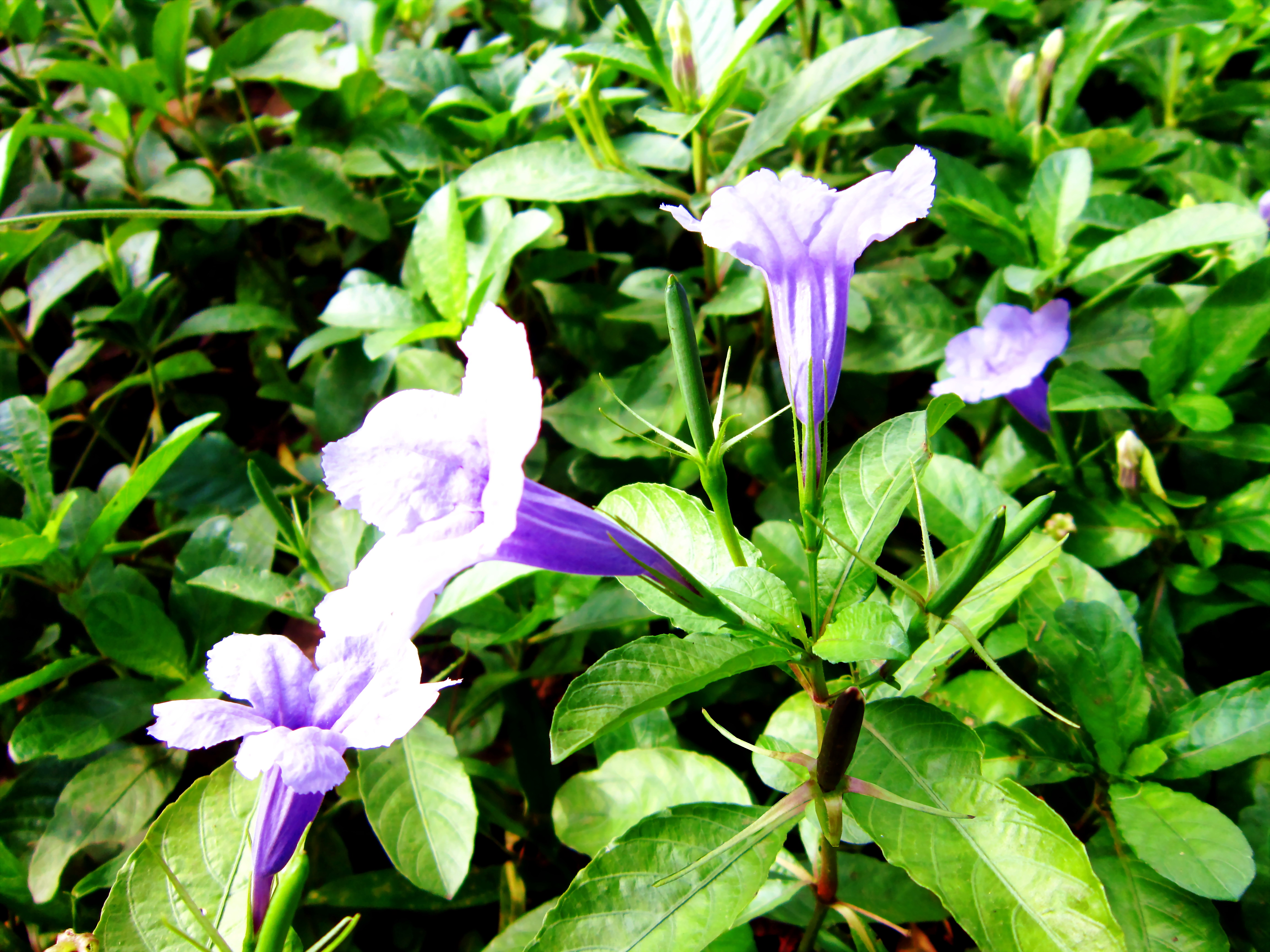
Cây nổ. Tên khoa học Ruellia tuberosa L., thuộc họ Ô rô (Acanthaceae).

## Liêt kết ngoài
- Acanthaceae[liên kết hỏng] trong Đa dạng sự sống.[liên kết hỏng]
- Acanthaceae Lưu trữ ngày 2 tháng 2 năm 2006 tại Wayback Machine trong L. Watson và M.J. Dallwitz (1992 trở đi). Các họ thực vật có hoa: Miêu tả, minh họa, nhận dạng, thông tin tra cứu. Lưu trữ ngày 3 tháng 1 năm 2007 tại Wayback Machine http://delta-intkey.com Lưu trữ ngày 3 tháng 1 năm 2007 tại Wayback Machine
- Schwarzbach, Andrea E. and McDade, Lucinda A. (2002). “Phylogenetic relationships of the mangrove family Avicenniaceae based on chloroplast and nuclear ribosomal DNA sequences”. Systematic Botany. 27: 84–98.Quản lý CS1: nhiều tên: danh sách tác giả (liên kết) (abstract here).